# Ліам Фрейзер
Ліам Скотт Фрейзер (англ. Liam Scott Fraser, нар. 13 лютого 1998, Торонто) — канадський футболіст, півзахисник бельгійського клубу «Дейнзе».
Виступав, зокрема, за клуб «Торонто», а також національну збірну Канади.

## Клубна кар'єра
Народився 13 лютого 1998 року в місті Торонто. Вихованець футбольної школи клубу «Торонто».
У дорослому футболі дебютував 2015 року виступами за команду «Торонто II», в якій провів чотири сезони, взявши участь у 64 матчах чемпіонату. 
Своєю грою за цю команду привернув увагу представників тренерського штабу клубу «Торонто», до складу якого приєднався 2018 року. Відіграв за команду з Торонто наступні три сезони своєї ігрової кар'єри.
Протягом 2021 року захищав кольори клубу «Коламбус Крю».
До складу клубу «Дейнзе» приєднався 2022 року. 

## Виступи за збірні
Протягом 2016–2017 років залучався до складу молодіжної збірної Канади. На молодіжному рівні зіграв у 8 офіційних матчах, забив 1 гол.
2019 року дебютував в офіційних матчах у складі національної збірної Канади.
У складі збірної був учасником розіграшу Золотого кубка КОНКАКАФ 2021 року у США, чемпіонату світу 2022 року у Катарі.
| Дата       | Місто          | Господарі  | Результат | Гості     | Турнір                                   | Голи | Примітки  |
| ---------- | -------------- | ---------- | --------- | --------- | ---------------------------------------- | ---- | --------- |
| 16-10-2019 | Торонто        | Канада     | 2 – 0     | США       | Ліга націй КОНКАКАФ 2019—2020 - 2-й етап | -    | 24' 81'   |
| 8-1-2020   | Ірвайн         | Канада     | 4 – 1     | Барбадос  | товариський матч                         | -    | 75'       |
| 11-1-2020  | Ірвайн         | Барбадос   | 1 – 4     | Канада    | товариський матч                         | -    | 81'       |
| 15-1-2020  | Ірвайн         | Канада     | 0 – 1     | Канада    | товариський матч                         | -    |           |
| 5-6-2021   | Брейдентон     | Аруба      | 0 – 7     | Канада    | Відбір до ЧС 2022                        | -    |           |
| 11-7-2021  | Канзас-Сіті    | Канада     | 4 – 1     | Мартиніка | Кубок КОНКАКАФ 2021 - 1-й етап           | -    | 74' 79'   |
| 18-7-2021  | Канзас-Сіті    | США        | 1 – 0     | Канада    | Кубок КОНКАКАФ 2021 - 1-й етап           | -    |           |
| 24-7-2021  | Арлінгтон      | Коста-Рика | 0 – 2     | Канада    | Кубок КОНКАКАФ 2021 - чвертьфінал        | -    | 76'       |
| 29-7-2021  | Х'юстон        | Мексика    | 2 – 1     | Канада    | Кубок КОНКАКАФ 2021 - півфінал           | -    | 46'       |
| 7-10-2021  | Мехіко         | Мексика    | 1 – 1     | Канада    | Відбір до ЧС 2022                        | -    | 86'       |
| 10-10-2021 | Кінгстон       | Ямайка     | 0 – 0     | Канада    | Відбір до ЧС 2022                        | -    | 89'       |
| 27-1-2022  | Сан-Педро-Сула | Гондурас   | 0 – 2     | Канада    | Відбір до ЧС 2022                        | -    | 38' 45+1' |
| 30-1-2022  | Гамільтон      | Канада     | 2 – 0     | США       | Відбір до ЧС 2022                        | -    | 58'       |
| 27-3-2022  | Торонто        | Канада     | 4 – 0     | Ямайка    | Відбір до ЧС 2022                        | -    | 70'       |
| 11-11-2022 | Манама         | Бахрейн    | 2 – 2     | Канада    | товариський матч                         | -    | 59' 86'   |
| Усього     |                | Матчів     | 15        |           | Голів                                    | 0    |           |

## Виноски
1. ↑  FIFA World Cup Qatar 2022 – Squad list: Canada (CAN) (PDF). ФІФА. 15 листопада 2022. с. 6. Процитовано 15 листопада 2022.
2. ↑  Transfermarkt.de — 2000.
3. 1 2 3  Liam Fraser on USL Championship
4. ↑  FBref
5. ↑  Soccerway. Liam Fraser profile.
6. ↑  TFC Academy PDL 2015. Premier Development League. Архів оригіналу за 22 липня 2015.